# 3-й Летичевский укреплённый район
Летичевский укреплённый район (ЛеУР), 3-й укреплённый район (3 УР, УР № 3) — комплекс оборонительных сооружений (укреплённый район — ЛеУР), возведённый в 30-х годах XX века на Украине и формирование (3 УР — соединение) войск укреплённых районов РККА ВС Союза ССР.
Укрепрайон, как комплекс оборонительных сооружений, прикрывал направление с запада на Винницу. 3-й укрепленный район в составе ДАФ, в период с 22 июня по 27 декабря 1941 года.

## Строительство
Решение о строительстве ЛеУР было принято в 1931 году. Первоначально предполагалось начать работы в апреле 1931 года, однако директива штаба РККА о строительстве четырёх новых УРов (Коростенского, Летичевского, Могилев-Ямпольского и Тираспольского) вышла лишь 16 апреля 1931 года, и поэтому земляные работы начались лишь во второй половины июня, а бетонные только в начале августа.
Активное строительство шло до 1934 года, когда была построена основная масса долговременных сооружений, однако отдельные сооружения продолжали возводиться вплоть до 1936 года. Всего с 1931 года по 1936 год на строительство Летичевского УРа было истрачено 16 613 521 рублей (1931 год и 1932 год — 13 096 821 руб., 1933 год — 531 800 руб., 1934 год — 365 900 руб., 1935 год — 781 300 руб., 1936 год — 1 937 700 руб.). В 1938 году в ЛеУРе началось строительство дополнительных сооружений.
Общая протяжённость укрепрайона по разной информации составляла от 122 до 126 км. По советским данным было построено 340 пулемётных ДОТов и 7 артиллерийских ДОТов.  По данным же немцев, которые проводили изучение линии советских укреплений в 1942 году, в Летичевском УРе насчитывалось 22 орудийных каземата (а также 53 недостроеных), 336 пулемётных казематов (плюс 23 недостроеных) и 36 командных пунктов.
Правый фланг УРа примыкал к городу Хмельник и шёл по восточному берегу Южного Буга через Новоконстантинов, Сусловцы, Летичев, Волосское, Галузинцы, по р. Ровец до городка Бар, Козаровка, Ялтушков, по р. Лядова до села Котюжаны. На левом фланге между ЛеУРом и Могилев-Подольским УРом имелся неприкрытый участок в 34 км, а от правого фланга ЛеУРа до левого фланга Новоград-Волынского УРа шёл неприкрытый промежуток порядка 30 — 40 км.
После преобразования, летом 1938 года, Киевского военного округа в Киевский Особый военный округ и создания в нём армейских групп Летичевский УР вошёл в состав Винницкой армейской группы.
11 июня 1941 года в распоряжение ЛеУРа со складов НЗ Артуправления было отгружено пулемётов «Максим» на станке Соколова — 4 шт., пулемётов «Виккерс» на треноге — 2 шт., тяжелых пулемётов Кольта — 6 шт., 37-мм батальонных орудий Розенберга на железном лафете — 4 шт, 45-мм танковых орудий образца 1932 года без башен — 13 шт., осколочных артиллерийских выстрелов калибра 45-мм — 320 шт., шрапнельных артиллерийских выстрелов калибра 76,2-мм — 800 шт., 7,62-мм винтовочных патронов — 27 000 шт.

## Великая Отечественная война
7 июля 1941 года в ходе наступления немцев на шепетовском и проскуровском направлениях командующий войсками Юго-Западного фронта отдал приказ 12-й армии отойти к утру 9 июля на северное крыло Летичевского укрепрайона и занять его для прочной обороны.
Оборонялся ЛеУР силами 13-го стрелкового корпуса, 24-го механизированного корпуса и 96-й горнострелковой дивизии. В письме командующему Южным фронтом от 16 июля 1941 года командующий 12-й армией П. Понеделин писал о состоянии укрепрайона: «Ознакомился с Летичевским УР, потеря которого ставит под прямую угрозу весь ваш фронт. УР невероятно слаб. Из 354 боевых сооружений артиллерийских имеет только 11, на общее протяжение фронта 122 км. Остальные – пулеметные ДОТы. Для вооружения пулеметных ДОТ не хватает 162 станковых пулемета. УР рассчитан на 8 пульбатов, имеется 4 только что сформированных и необученных. Предполья нет. Нет также ВВ, мин и проволоки. Минимальный гарнизон полевых войск необходим в числе 4-х стрелковых полнокровных дивизий и одной танковой, имею 3 горные дивизии слабого состава, к тому же расстроенные. Между соседним правым УР имеется неподготовленный участок протяжением 12 км».
17 июля немцы на участках Терловка — Снитовка, Пилиповы Кориченцы — Галузинцы и Козаривка — совхоз Маримонт прорвали укрепрайон. К 14 часам 17 июля они овладели Жмеринкой, разделив таким образом 12-ю армию и создав угрозу тылу 6-й армии.
С отходом частей 13 ск и 24 мк начальник штаба 12-й армии генерал-майор Б. Арушанян вечером в 18.40 приказал по телефону оставшимся частям УРа отойти, забрав вооружение и боеприпасы и уничтожив всё остальное. В ночь на 18 июля они начали отход из районов Хмельника, Новоконстантинова, Летичева, Волковинцев, Бара, двигаясь на Винницу и далее на Черкассы. Часть их (гарнизоны ДОТ, комендатский взвод и связисты — 237 человек) была задержана в Виннице, где их организовали в сводный батальон, а затем подчинили 45-й танковой дивизии 24-го мехкорпуса. Другая часть к 24 июля сосредоточилась в Черкассах и затем была передана 116-й стрелковой дивизии.
27 декабря 1941 года управление 3-го укреплённого района было расформировано.

## Формирование

### Состав
Состав 3-го укреплённого района:
- управление УР (командование, штаб)
- 24-й отдельный пулемётный батальон
- 27-й отдельный пулемётный батальон
- 29-й отдельный пулемётный батальон
- 37-й отдельный пулемётный батальон
- 233-й отдельный пулемётный батальон
- 235-й отдельный пулемётный батальон
- 525-й отдельный батальон связи (до 01.07.1941 — 186-я отдельная рота связи)
- 33-я отдельная сапёрная рота
- 214-я отдельная автотранспортная рота
- 109-й полевой автохлебзавод

### В составе
| На дату    | Фронт              | Армия |
| ---------- | ------------------ | ----- |
| 22.06.1941 | Юго-Западный фронт | -     |
| 01.07.1941 | Юго-Западный фронт | -     |
| 10.07.1941 | Юго-Западный фронт | -     |
| 01.08.1941 | Юго-Западный фронт | -     |
| 01.09.1941 | Юго-Западный фронт | -     |
| 01.12.1941 | Юго-Западный фронт | -     |

### Командование УР
- Коменданты укрепрайона:
- * Саблин, Юрий Владимирович (1931 — 25.09.1936), комдив.
- * Якимович Антон Иванович (1941), комбриг.
- Начальник финотделения управления коменданта УР интендант 3-го ранга Белончук, Пётр Филиппович[9]
- Начальник огнесклада: лейтенант интендантской службы Гулак Феодосий Прокофьевич[10]